# IDEAT
IDEAT, acronyme pour Idées, Design, Evasion, Architecture, Tendances, est un magazine français fondé en juin 1999 et consacré au design et à la décoration d'intérieur.

## Historique
IDEAT est fondé en juin 1999 par Laurent Blanc – un ancien directeur de la publicité de Renault – et son épouse pour créer un magazine basé sur la « transversalité » des sujets touchant à la décoration, le voyage, le design, l'architecture, la photo et l'art contemporain,.
En 2001, Roularta Media Group entre au capital à hauteur de 50 %, ce qui permettra à IDEAT de bénéficier de la régie du Groupe L'Express acquis en 2006 par le groupe belge. En 2005, profitant de bons résultats et d'une progression des ventes, le titre se recentre sur la décoration contemporaine et le design se repositionnant contre son concurrent direct AD du groupe de presse Condé Nast. Le magazine touche un lectorat aussi bien féminin que masculin de cadres supérieurs, urbains, âgés de 30 à 45 ans.
Après cinq ans de publication, la diffusion payée d'IDEAT est de 57 847 exemplaires en 2005, passant à 75 573 exemplaires en 2011 dont 20 000 abonnés revendiqués. Cette même année, la revue est particulièrement rentable selon Les Échos avec un résultat d'exploitation de 600 000 euros pour un chiffre d'affaires de 9 millions d'euros, soit 7 % de rentabilité, en raison notamment du grand nombre de pages de publicité présentes dans chaque numéro. Cette performance pousse Laurent Blanc à créer en octobre 2011 un nouveau titre, The Good Life – reprenant le titre d'une chanson de Sacha Distel –, qui se définit comme un magazine hybride entre la presse masculine et le journal d'information.
En 2015, Roularta sort du capital IDEAT Éditions. À cette occasion, Laurent Blanc en devient actionnaire majoritaire en augmentant sa participation et le fonds d'investissements Phillimore entre au capital pour 3 millions d'euros.